# Tupaia splendidula
Tupaia splendidula là một loài động vật có vú trong họ Tupaiidae, bộ Scandentia. Loài này được Gray mô tả năm 1865.